# Football Club du Bassin Piennois
Maillots
Dernière mise à jour : 04 novembre 2024.
Le Football Club du Bassin Piennois abrégé en FC Bassin Piennois ou FCBP est un club de football français fondé en 1948 et situé à Piennes en Meurthe-et-Moselle.
Le club est un habitué du championnat de CFA dans les années 50 et participe grandement à la formation de talents français à cette époque ; les deux internationaux français Thadée Cisowski et Roger Piantoni sont formés au sein du club avant de partir pour le FC Metz et le FC Nancy.
Fondé sous le nom d'ES Piennes, le club change une première fois de nom à la suite d'une fusion en 1989 avec les communes voisines de la ville, Landres et Joudreville, pour devenir l'ES Piennes Landres Joudreville. C'est en 2007 que le club change définitivement de nom pour devenir le FC Bassin Piennois.
Lors de la saison 2024-2025, le FC Bassin Piennois évolue dans le championnat de Régional 3.

## Histoire
Le club évolue en Division d'Honneur de la Ligue de Lorraine de football après la Seconde Guerre mondiale. Troisième en 1948, il n'est toutefois pas autorisé à participer à la première édition du Championnat de France amateur de football en raison de la non-conformité de son stade. C'est le Stade Athlétique spinalien qui est sélectionné à sa place.
Deuxième en 1949, l'ES Piennes termine championne de DH l'année suivante et est cette fois autorisée à monter en CFA. Dès sa première saison à ce niveau, le club remporte le groupe Est, avec un point d'avance sur le SA Spinalien. Piennes finit par la suite trois fois deuxième de son groupe : en 1953-1954, en 1954-1955, et en 1956-1957.
Malgré sa septième place, l'ES Piennes est rétrogradée en DH en 1958. Avant-dernier en 1963, avec seulement trois victoires en 24 matches, le club est relégué. On le retrouve une dernière fois en DH en 1968.

## Palmarès
Le tableau suivant récapitule les performances du FC Bassin Piennois dans les différentes compétitions officielles françaises.
| Compétitions nationales | Compétitions régionales                                                                                |
| --- | --- |
| - Coupe de France - Meilleure performance : 1/16e de finale en 1955 - Championnat de France amateurs - Vainqueur de groupe : 1951. | - Championnat de Lorraine - Champion : 1950. - Coupe de Lorraine (3) - Vainqueur : 1945, 1948 et 1950. |

## Anciens joueurs
- Thadée Cisowski
- Roger Piantoni
- Guelso Zaetta